# Нана (картина Мане)
«Нана́» (фр. Nana) — картина французского художника Эдуарда Мане, написанная в 1877 году. В том же году, когда картина была отвергнута Парижским салоном, Мане выставил её в витрине магазина на бульваре Капуцинок, одной из главных улиц Парижа, что привлекло к ней толпы зрителей благодаря известности Мане. Ныне находится в коллекции Гамбургского кунстхалле (Германия).

## История и сюжет
Мане начал писать картину осенью 1876 года в своей мастерской, которую зимой можно было отапливать. Моделью послужила Генриетта Хаузер по прозвищу «Цитрон», актриса, кокотка и любовница голландского принца Виллема Оранско-Нассауского, жившего в Париже. В январе 1877 года на картине появился джентльмен, сидящий за моделью. Картина была закончена зимой 1877 года.
Мане хотел представить картину в Парижском салоне 1877 года, но полотно отклонили, поскольку сочли его оскорбительным для морали того времени. Французское общество не было готово к таким откровенным изображениям проституции, а критики не видели художественных качеств произведения и сосредоточивались исключительно на изображаемой сцене. Одним из защитников Мане был Эмиль Золя, опубликовавший в 1880 году одноимённый роман в качестве девятого тома цикла «Ругон-Маккары». Однако явных свидетельств взаимного вдохновения в выборе темы и названия нет, поскольку книга вышла три года спустя. Вполне вероятно, что Мане черпал вдохновение в одном из предыдущих романов Золя цикла — «Западня» — где Нана появляется впервые.

## Описание и анализ
На картине изображена молодая красивая женщина, стоящая перед зеркалом с двумя погасшими свечами, повернувшись лицом к зрителю. Она ещё не полностью одета: на ней только белая сорочка, синий корсет, шёлковые чулки и туфли на высоком каблуке. Интерьер предполагает, что это будуар. За женщиной стоит диван с двумя подушками. Справа на картине частично виден элегантно одетый мужчина, сидящий на диване. С левой стороны изображены стул, стол и цветочный горшок.
Название и многочисленные детали картины говорят о том, что на картине изображены высококлассная проститутка и её клиент. «Нана» было популярным вымышленным именем у женщин-проституток во Франции второй половины XIX века. Сегодня французское слово «nana» обозначает легкомысленную женщину (или просто женщину в арго).

## Провенанс
Картина оставалась во владении Мане до его смерти в 1883 году. В следующем году после аукциона его работы оказались в коллекции Альбера Робена, дружившего с Мане. Позже картина перешла к французскому коллекционеру Полю Дюран-Рюэлю, который продал её коллекционеру Анри Гарнье за 15 тыс. франков. В 1894 году Дюран-Рюэль вновь выкупил картину за 9 тыс. франков, а затем продал её бизнесмену Огюсту Пеллерену за 20 тыс. франков. В 1910 году картина попала в коллекцию гамбургского банкира Теодора Беренса через берлинского арт-дилера Пауля Кассирера за 150 тыс. марок. Наконец, в 1924 году Гамбургский кунстхалле приобрёл картину у вдовы Кассирера.